# Coix
Coix es un género de plantas herbáceas de la familia de las poáceas. Es originario de Asia tropical. 

## Etimología
El nombre del género deriva del griego koix, una especie de palma. 

## Citología
El número cromosómico básico del género es x = 5, con números cromosómicos somáticos de 2n = 10, 20 y 40, ya que hay especies diploides y una serie poliploide. Cromosomas relativamente "pequeños".

## Especies seleccionadas
- Coix agrestis
- Coix angulata
- Coix aquatica
- Coix arundinacea
- Coix barbata
- Coix lacryma-jobi